# Libellula comanche
Libellula comanche (лат.) — вид разнокрылых стрекоз из семейства настоящих стрекоз. Распространён в США (Айдахо, Аризоне, Вайоминге, Калифорнии, Канзасе, Колорадо, Неваде, Нью-Мексико, Оклахоме, Орегоне, Техасе и Юте) и Мексике (Чиуауа и Соноре). Встречаются у различных пресных водоёмов, таких как запруда чистых ручьёв.
Длина тела взрослой стрекозы около 55 мм. Тело синее. Область лица белая. На крыльях близ вершин имеются белые пятнышки.